# The Way It Is (album Glenna Hughesa)
The Way It Is – szósty album studyjny brytyjskiego muzyka Glenna Hughesa. Wydawnictwo ukazało się 29 czerwca 1999 roku nakładem wytwórni muzycznej SPV GmbH/Steamhammer. Hughesa w nagraniach wsparli perkusiści Gary Ferguson i Matt Sorum, gitarzyści Joakim Marsh i Stevie Salas oraz klawiszowcy Keith Emerson i Hans Zermüehlen. Materiał został zarejestrowany w studio Entourage w Stanach Zjednoczonych. Miksowanie odbyło się w Westlake Audio w Hollywood, natomiast mastering w Precision Mastering, także w Hollywood.

## Lista utworów
Opracowano na podstawie materiału źródłowego.
| Nr  | Tytuł utworu                  | Autorzy                                    | Długość |
| --- | ----------------------------- | ------------------------------------------ | ------- |
| 1.  | „The Way It Is”               | Glenn Hughes, Joakim Marsh                 | 5:44    |
| 2.  | „You Kill Me”                 | Glenn Hughes, Stevie Salas                 | 3:31    |
| 3.  | „Neverafter”                  | Glenn Hughes, Joakim Marsh                 | 5:13    |
| 4.  | „Rain On Me”                  | Glenn Hughes, Joakim Marsh                 | 5:26    |
| 5.  | „Curse”                       | Joakim Marsh, Sampo Axelsson               | 4:49    |
| 6.  | „Freedom”                     | Jimi Hendrix                               | 4:18    |
| 7.  | „The Truth Will Set Me Free”  | Glenn Hughes, Joakim Marsh                 | 3:38    |
| 8.  | „Stoned In The Temple”        | Glenn Hughes, Marc Bonilla                 | 4:08    |
| 9.  | „Too Far Gone”                | Glenn Hughes, Joakim Marsh                 | 5:54    |
| 10. | „Second Son”                  | Glenn Hughes, Stevie Salas                 | 3:39    |
| 11. | „Take You Down”               | Glenn Hughes, Joakim Marsh                 | 4:35    |
| 12. | „Don't Look Away”             | Glenn Hughes, Joakim Marsh, Sampo Axelsson | 5:37    |
| 13. | „Freedom” („Shagmeister Mix”) | Jimi Hendrix                               | 5:09    |
|     |                               |                                            | 1:01:41 |

## Twórcy
Opracowano na podstawie materiału źródłowego.

- Glenn Hughes – wokal prowadzący, gitara basowa, produkcja muzyczna, miksowanie
- Michael Scott – produkcja muzyczna, inżynieria dźwięku, miksowanie
- Marc Bonilla – gitara elektryczna, instrumenty klawiszowe, produkcja muzyczna, gitara akustyczna
- Joakim Marsh – gitara elektryczna
- Stevie Salas – gitara elektryczna, produkcja muzyczna, miksowanie
- Don C. Tyler – mastering
- Robert John, Gene Kirkland – zdjęcia
- Keith Emerson, Hans Zermüehlen – instrumenty klawiszowe
- Kevin Smith – miksowanie, inżynieria dźwięku
- Darwin Foye – oprawa graficzna
- Gary Ferguson, Matt Sorum – perkusja
- Monique Mizrahi, Stephanie Gylden, Tony Alvarez – asystenci inżyniera dwięku